# Chaetogammarus saisensis
Chaetogammarus saisensis is een vlokreeftensoort uit de familie van de Gammaridae. De wetenschappelijke naam van de soort is voor het eerst geldig gepubliceerd in 2009 door Fadil, Fadil & Dakki.